# Vincenzo Zerboglio
Vincenzo Zerboglio (Pisa, 10 agosto 1898 – Monte Grappa, 26 ottobre 1918) è stato un militare italiano insignito della medaglia d'oro al valor militare alla memoria nel corso della prima guerra mondiale, che gli conferì la laurea ad honorem dopo la morte,.

## Biografia
Nacque a Pisa il 10 agosto 1898, figlio di Adolfo e di Maria Badoglio. Si appassionò a diverse discipline sportive, praticando nuoto, scherma, canottaggio e alpinismo, quest'ultimo praticato in Valle d'Aosta e poi sugli Appennini. Studente del terzo anno nella facoltà di giurisprudenza dell'Università di Pisa interruppe gli studi nel marzo 1917, in piena prima guerra mondiale, in quanto chiamato a prestare servizio militare di leva nel Regio Esercito. Ammesso a frequentare un corso per allievi ufficiali di complemento presso la Scuola militare di Caserta al termine dei corsi frequentò la Scuola di applicazione di Parma e nell’ottobre 1917 fu nominato aspirante ufficiale. Assegnato in servizio alla 207ª Compagnia, battaglione alpini "Val Toce" del 4º Reggimento alpini, poco tempo dopo fu trasferito alla 41ª compagnia del battaglione alpini "Aosta". Combatté sul Monte Pasubio, e promosso sottotenente nel maggio 1918 assunse il comando del plotone collegamenti. Nei primi giorni dell'ottobre 1918, nell'imminenza dell'avvio della battaglia di Vittorio Veneto, venne trasferito con il battaglione nel settore del Monte Grappa. La mattina del 24 ottobre, dai roccioni di Croce dei Lebi, verso il Vallone delle Mure, si portò con il suo reparto in posizione contro la linea nemica di Monte Solarolo–Fontana Secca. Per due giorni gli attacchi si susseguirono ai contrattacchi con le posizioni ostinatamente contese dall'Imperiale e regio esercito austro-ungarico. Il mattino del 26 ottobre riuscì a penetrare in un tratto della trincea avversaria e ferito ad una spalla da fucilata nemica, rimase al suo posto di combattimento respingendo un contrattacco portato da ingenti forze nemiche. Rimasto ferito una seconda volta ad una gamba, continuò a combattere con il lancio di bombe a mano e, circa le ore 16:00, allorché il suo plotone era ormai ridotto a 25 superstiti, si lanciò in un ultimo attacco cadendo colpito in fronte da pallottola di fucile. Con Regio Decreto del 25 agosto 1919 venne insignito della medaglia d'oro al valor militare alla memoria. La salma fu dapprima sepolta nel cimiterino di guerra del Grappa per essere poi traslata presso il Tempio Ossario di Bassano del Grappa accanto quella del capitano Pantaleone Rapino. Al sottotenente Zerboglio è intitolata una caserma ad Aosta.